# Červar-Porat
Červar-Porat – wieś w Chorwacji, w żupanii istryjskiej, w mieście Poreč. W 2011 roku liczyła 527 mieszkańców.